# Memories (canción de Weezer)
«Memories» es una canción de la banda Weezer. Es la primera canción y primer sencillo del álbum Hurley (2010). Fue lanzado en línea el 10 de agosto de 2010.

## Videoclip
El video musical de "Memories" debutó el 9 de septiembre de 2010 en el show de TV Jersey Shore. El vídeo fue rodado con cámaras súper 8 y filmado en "The Search for Animal Chin". El clip muestra a Weezer en una piscina vacía mientras varios skateboarders patinan alrededor. El video del álbum también tiene a los miembros de Jackass haciendo coros y videos de la película Jackass 3D.

## Posicionamiento
| Listas (2010)                    | Posición |
| -------------------------------- | -------- |
| U.S. Billboard Alternative Songs | 21       |
| U.S. Billboard Rock Songs        | 29       |